# 芭達雅站
芭達雅站，是泰國中部春武里府芭達雅的一座鐵路車站，由泰國國家鐵路局管理，屬於東線，位於芭堤雅市中心以東3公里。

## 歷史
- 1989年7月14日：開始營運。
- 2029年：三機場高鐵開通予定。[2]